# 拉科瓦西奇
50°49′45″N 33°43′26″E / 50.82917°N 33.72389°E
拉科瓦西奇（羅馬化：Rakova Sich）是位於烏克蘭東北部的村莊，由蘇梅州羅姆內區的科羅溫齊市鎮負責管轄。該村處於比什金河畔，分別距離小布德基2公里、康斯坦丁尼夫3公里和沃希利哈4.5公里，海拔高度124米，2001年人口117。